# Dro Kenji
Деніел Джером Дженретт (англ. Daniel Jerome Jenrette, нар. 11 січня 2002 року, Саммервілл, Південна Кароліна, Сполучені Штати Америки), більш відомий як Dro Kenji — американський репер. Підписаний на лейбли Internet Money та 10K Projects.

## Біографія
Дженретт народився у містечку Саммервілл, штат Південна Кароліна 22 січня 2002 року. Про своє рідне місто відгукувався: «Саммервілл тихе, провінційне містечко. Нічого цікавого там не відбувається. Справді маленьке містечко». У дитинстві, до того як почав займатися музикою професійно, грав на трубі та фортепіано. У 2020 році переїхав до Лос-Анджелеса.

## Кар'єра
Dro Kenji почав читати реп у старшій школі, у десятому класі. У червні 2021 року він випустив свій четвертий студійний альбом F*ck Your Feelings. У січні 2022 року вийшов його п'ятий студійний альбом With or Without You, в записі якого взяли участь Scorey, Highway та Internet Money. У серпні 2022 року він випустив свій шостий студійний альбом Anywhere but Here за участю DC the Don, Mike Dimes, NoCap, Ka$hdami та Midwxst. 18 серпня 2023 року вийшов його сьомий студійний альбом Wish you were here, в записі якого взяв участь Mike Dimes.

### Музичний стиль
Стів Джуон, який пише для Rap Reviews, описує музику Дро Кенджі наступним чином: «Його музика не є еволюцією, революцією чи чимось подібним. Це все той же нігілістичний світогляд покоління, яке виросло у світі, де треба було жити швидко, бо смерть приходить ще швидше».

## Дискографія

### Студійні альбоми
- 2020 — Tears and Pistols
- 2020 — Race Me to Hell
- 2021 — Eat Your Heart Out
- 2021 — F*ck Your Feelings
- 2022 — With or Without You
- 2022 — Anywhere but Here
- 2023 — Wish You Were Here

### Збірки
- 2021 — Headliners: Dro Kenji

### Мініальбоми
- 2022 — Lost in Here